# Ampass
Ampass je obec v Rakousku ve spolkové zemi Tyrolsko v okrese Innsbruck-venkov.
K 1.1. 2024 zde žilo 1836 obyvatel.

## Poloha
Obec leží jihovýchodně od Innsbrucku v jihovýchodním pohoří Mittelgebirge. Severní hranici tvoří Inn, na západě hraničí Ampass přímo s Innsbruckem, který je vzdálen asi 8 kilometrů. Centrum obce leží v malebné údolní kotlině.

## Administrativní členění
Obec se skládá ze sedmi místních částí: Ampass Dorf, Haller Innbrücke, Häusern, Peerhöfe, Zimmertal, Ebenwald, Agenbachsiedlung.

## Sousední obce
Aldrans, Hall in Tirol, Innsbruck, Rinn, Rum, Thaur, Tulfes.

## Historie
Archeologické nálezy dokládají osídlení z 15. století před naším letopočtem. Významné nálezy z doby železné pocházejí z archeologického naleziště Heiligtum am Demlfeld.
Ampass se nachází na staré solné stezce z Hallu do Matrei; východně od Innsbrucku na jižním břehu se sůl těžila a byla dopravována na jih. Tato cesta se datuje do doby římské, kdy zde vedla vedlejší trasa Hall – Häusern – Patsch přes Brennerský průsmyk. Ve výšce 1254 metrů stojí na původním místě žulový mezník vysoký 1,9 metru, který vyznačoval hranici farnosti Wilten. Přeprava soli dosáhla vrcholu kolem roku 1490.
První písemná zmínka o obci Ampass je z roku 1145, kdy je uváděn jako Ampans nebo Ambans. Název by mohl být předrománský a v keltštině by znamenal mezi dvěma proudy (něm.: zwischen zwei Bächen). První zmínka o nezávislé obci Ampass byla v knize o Inntaleru z roku 1312.
V boji za nezávislost Tyrolska v roce 1809 v Ampassu působil Kaspar Sautner z Ampassu. Je po něm nazvána turistická cesta kolem Ampassu.
Od poloviny 19. století do roku 1910 došlo k úbytku obyvatelstva. V posledních desetiletích však, stejně jako u mnoho dalších obcí v oblasti Innsbrucku, poklesla zemědělská funkce Ampassu a vzrůstá jeho obytná funkce, čímž došlo opět i k nárůstu počtu obyvatel. Od roku 1974 obec užívá svůj znak s morovým sloupem.

## Znak
Znak byl obci udělen v roce 1974 a je v něm zobrazen čtvrtkruhový morový sloup, dominanta Ampassu. Stříbrný sloup znamená solnou cestu, která vedla přes Ampass. Zelené pole znamená zeleň v údolí.
Blason: v zelené barvě stříbrný sloup s černým čtvrceným sloupem.

## Památky
- Farní kostel svatého Jana Křtitele. První kaple byla postavena mezi lety 1048 až 1097. Později byl postaven gotický farní kostel, přestavěný roku 1594 a barokně po zemětřesení. Zvonice je z roku 1739. Kostel byl v minulosti několikrát zničen požáry, vojsky v období třicetileté války nebo silným zemětřesením v roce 1698.[2]
- Filiální kostel svatého Víta. První písemná zmínka pochází z roku 1429, kdy byl vystavěn v gotickém slohu.
- Morový gotický sloup z první poloviny 16. století je vytesán ze žuly; stojí v blízkosti Sonnenbühelu. Po poničení vandaly byl v roce 1876 rekonstruován a v letech 1970 a 1997 proběhly další dvě rekonstrukce.
- Historické budovy:
  - Usedlost Agenbach: v místní části Agenbachsiedlung, písemně zmíněna již v letech 1147-1150 jako majetek Admontského kláštera, typický tyrolský venkovský dům.
  - Usedlost Taschenlehen: jádro lenního domu je z 15. století, v první polovině 17. století byl barokně upraven.
  - Usedlost Wallpach / Schwanenfeld / Stachler: využívána jako statek, má kamenné základy ze 16. a 17. století, sloužila jako letní sídlo Wallpachů - pošlechtěné hallské rodiny řemeslníků.
  - Widum, Wittum (fara): jádro je pozdně gotické, v roce 1674 barokně rozšířeno.

## Galerie

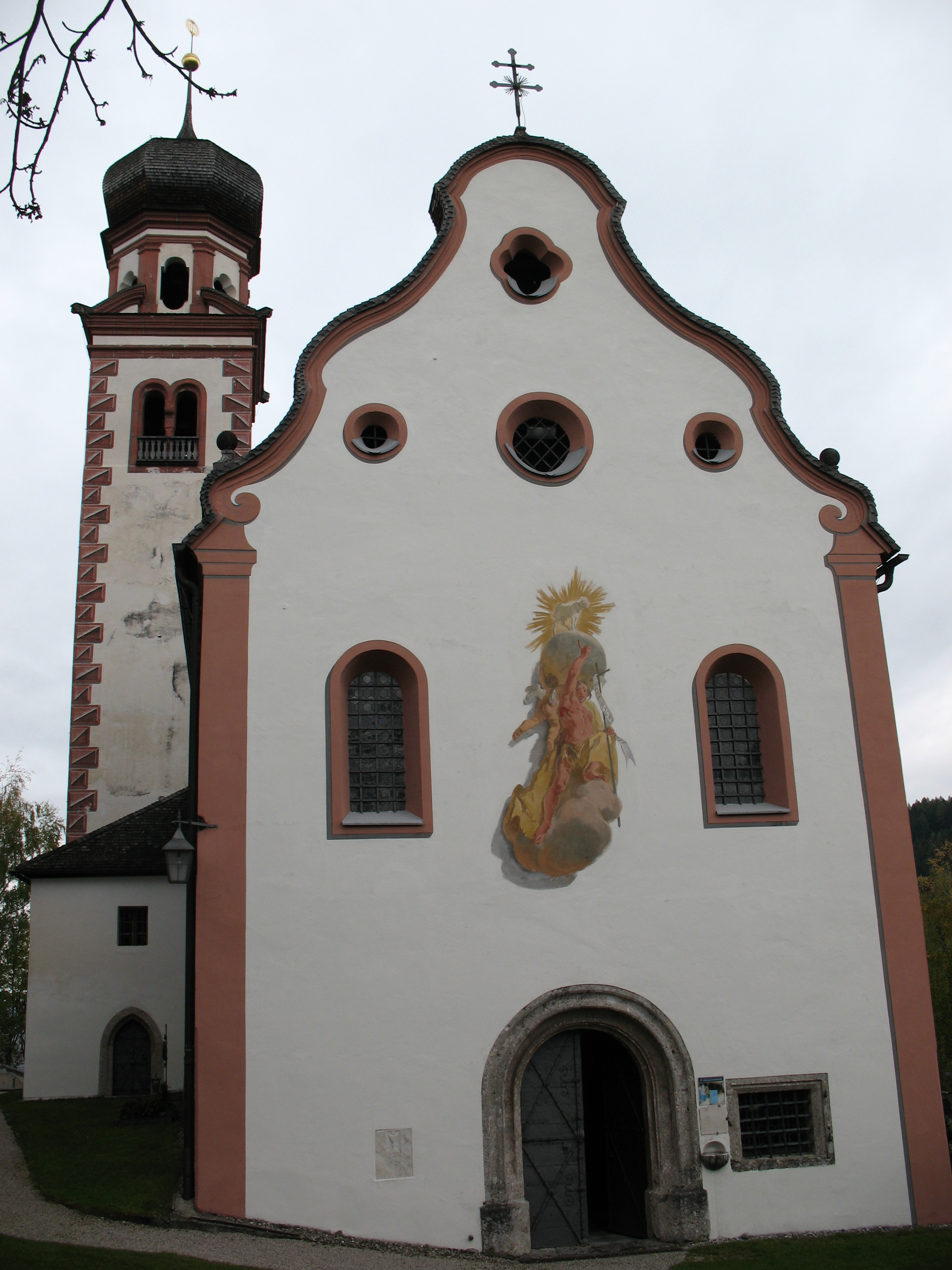
Farní kostel sv. Jana Křtitele
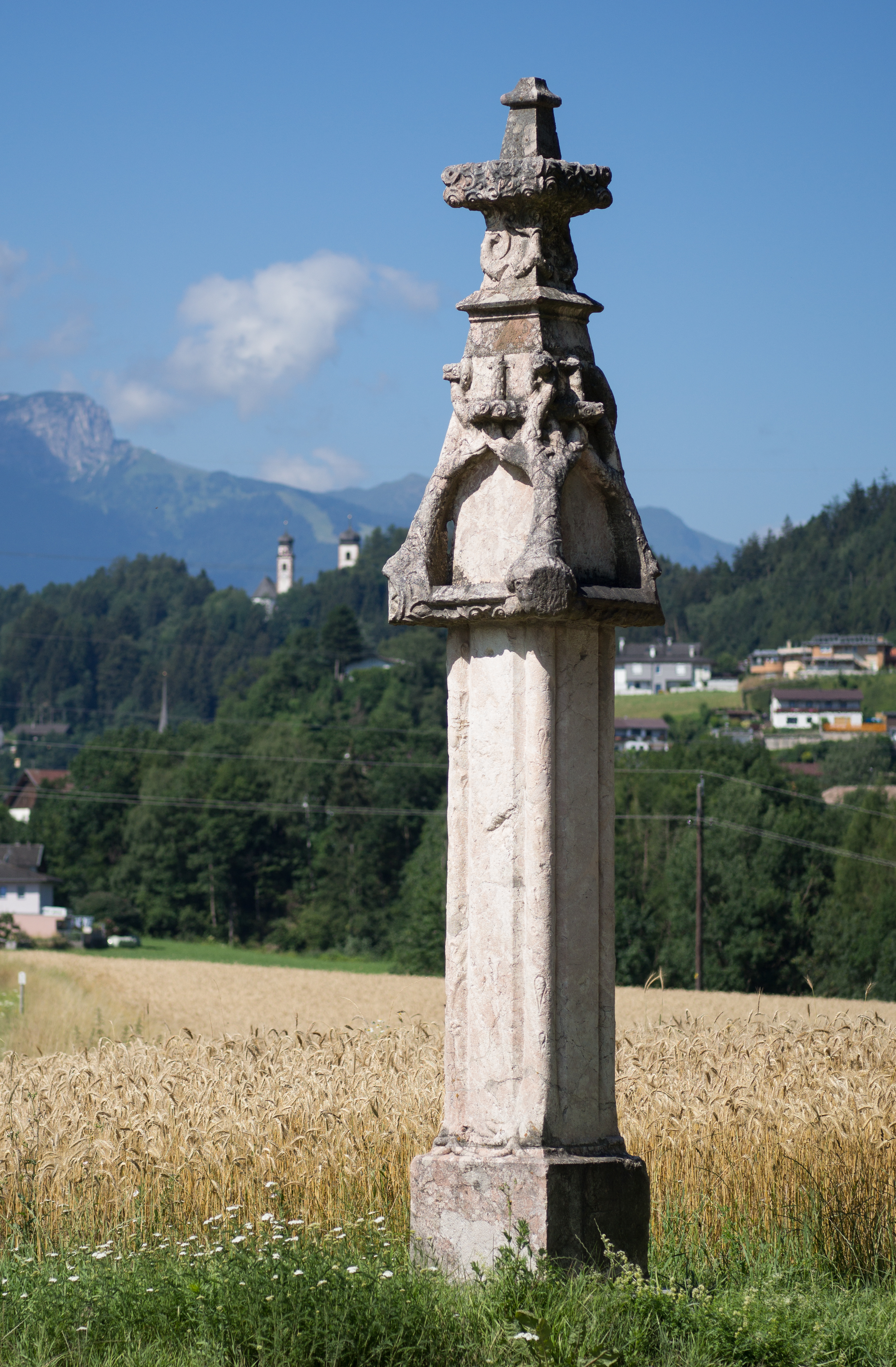
Morový sloup
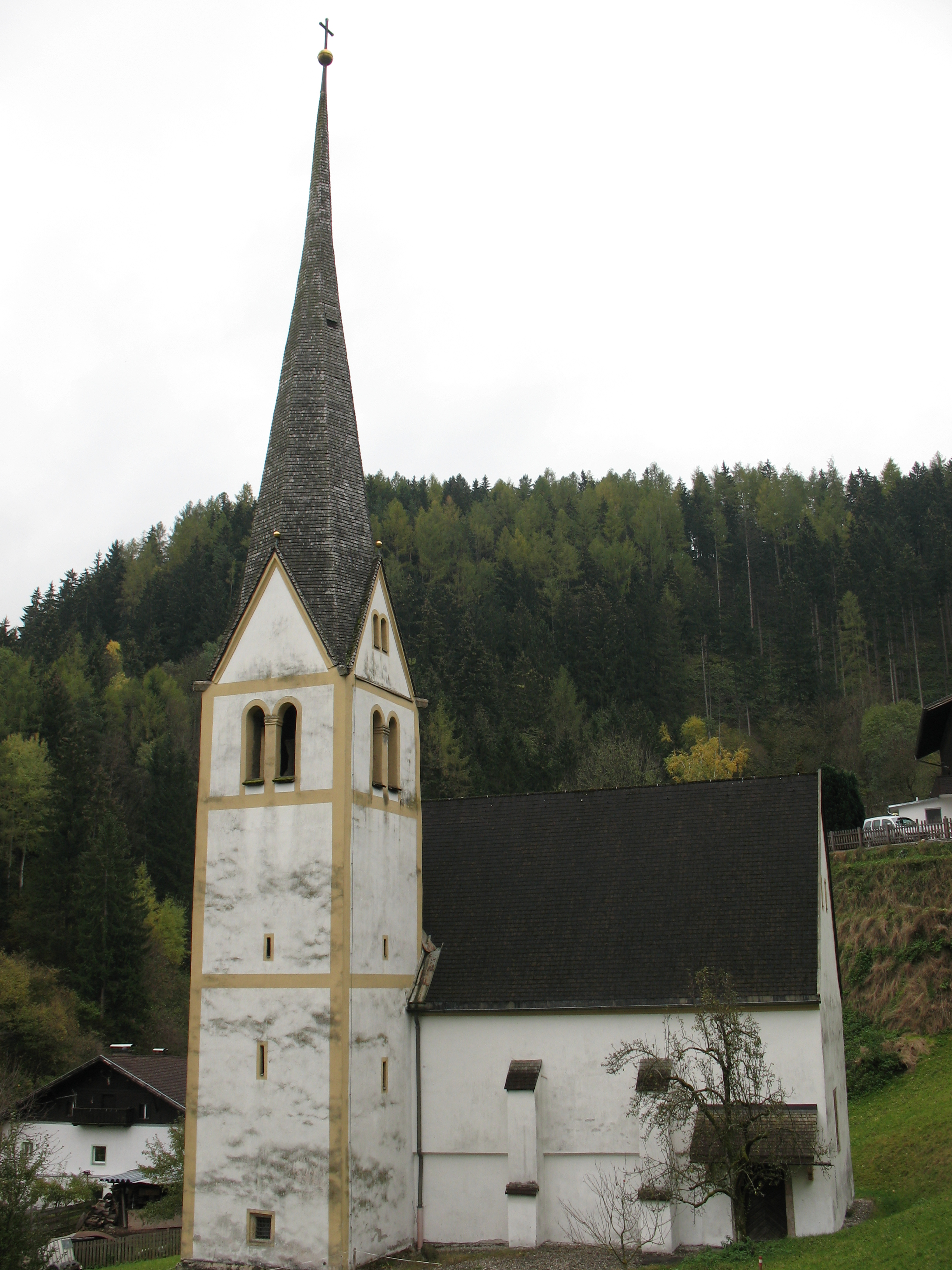
Kostel sv. Víta
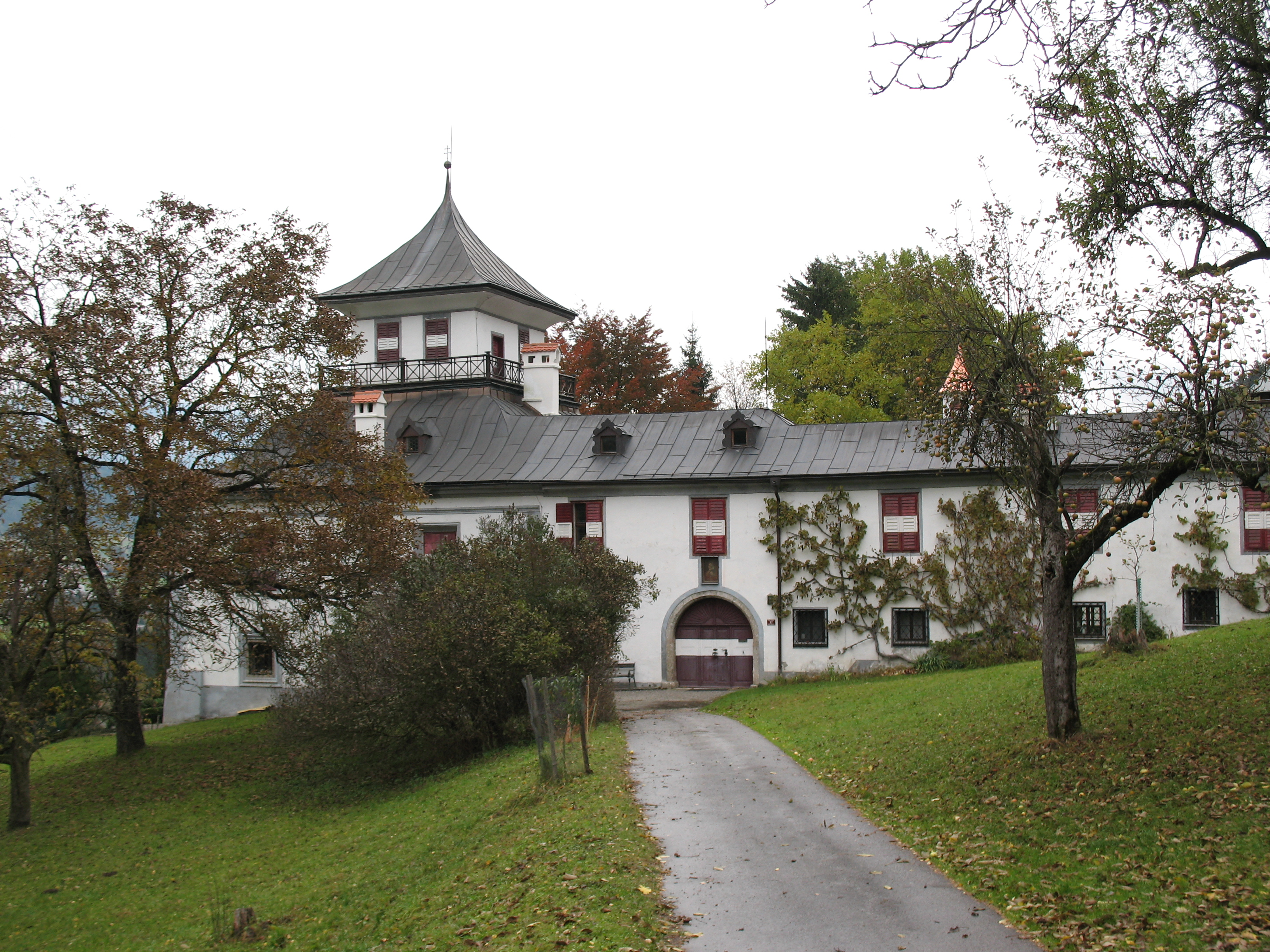
Taschenlehen
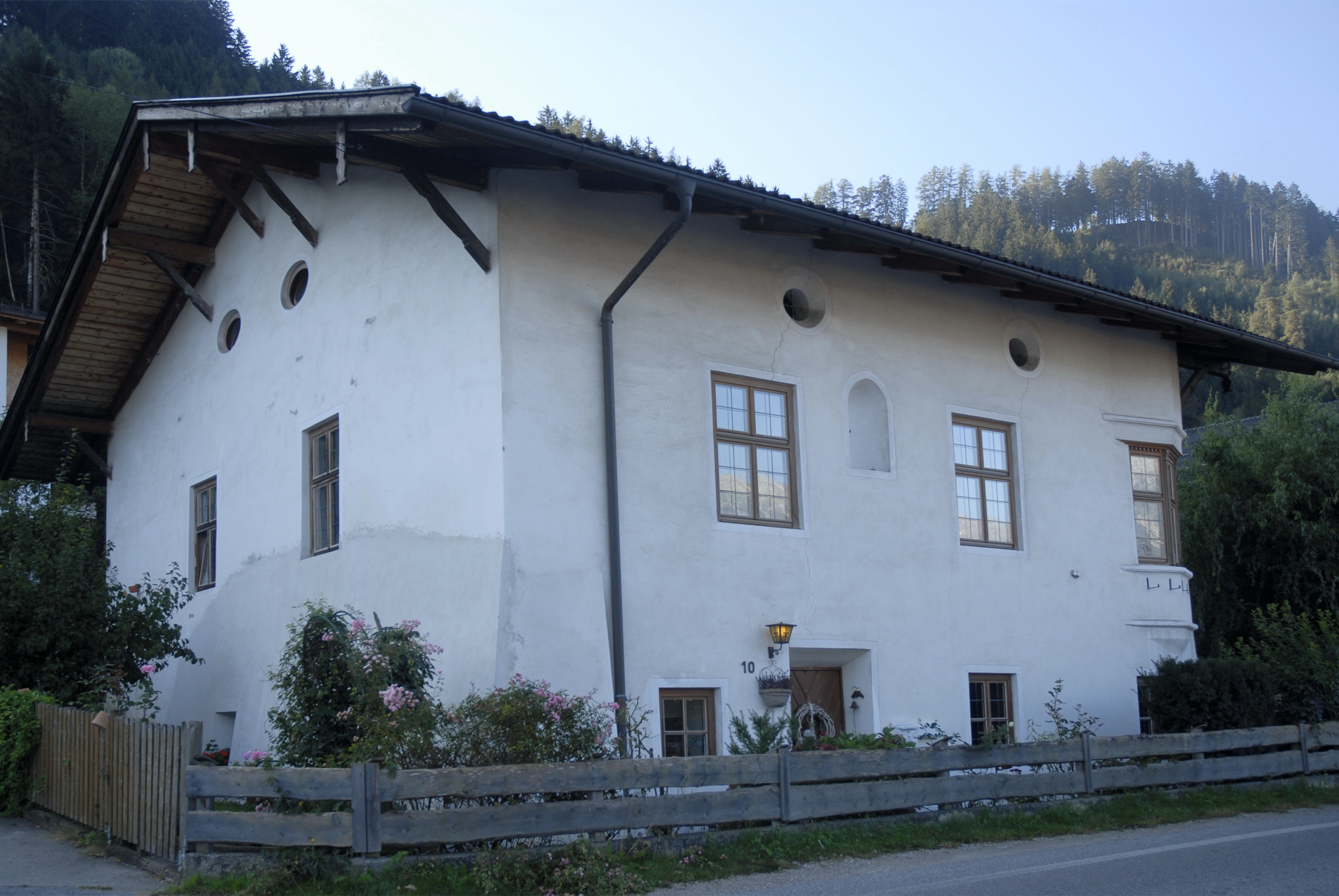
Wallpach
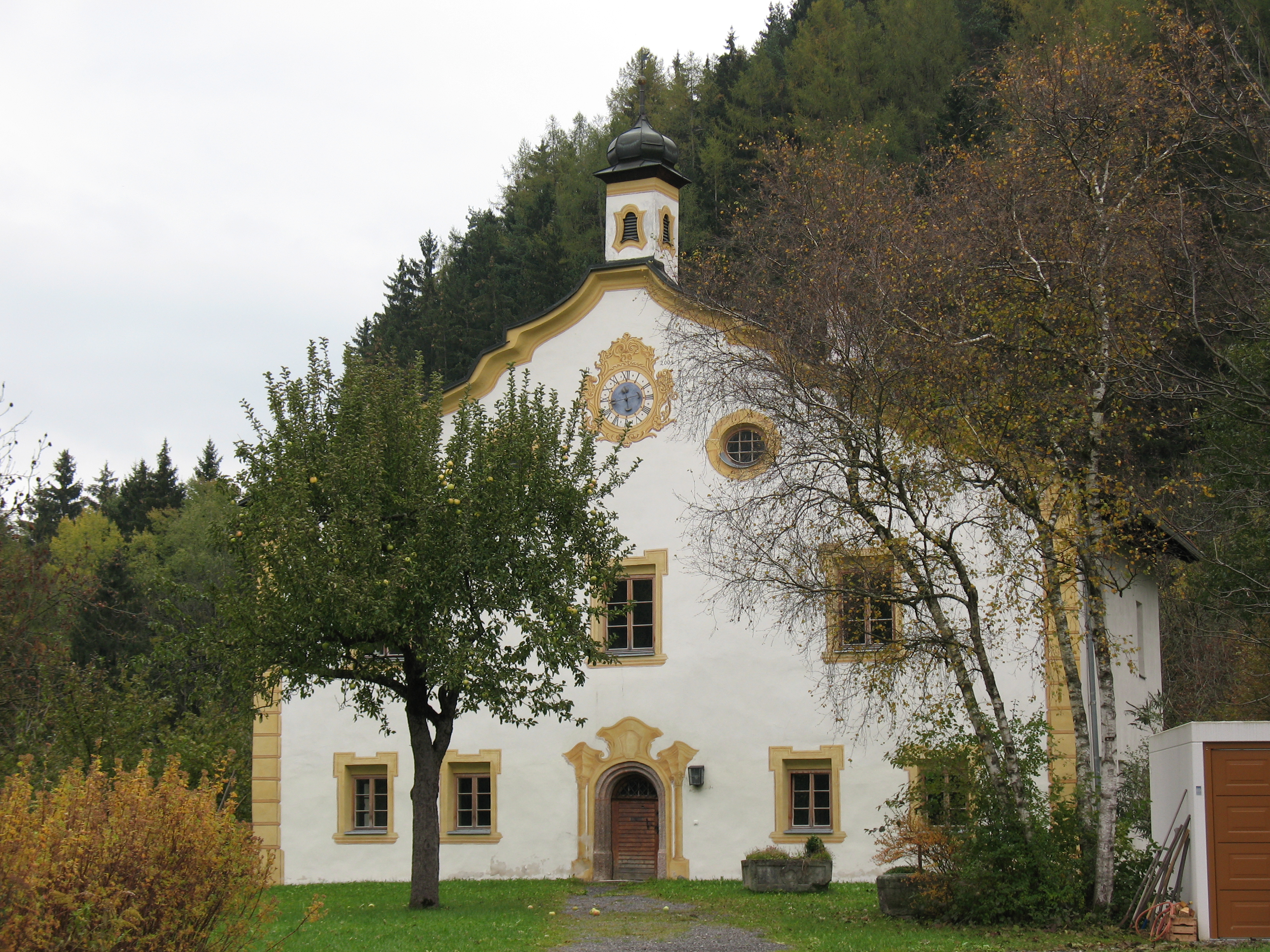
Fara Widum